# Oljato-Monument Valley (Arizona)
Oljato-Monument Valley è una località degli Stati Uniti d'America, situata nella Contea di Navajo, nello Stato dell'Arizona.